# Червоне (Шевченківська сільська рада)
Червоне́ — село в Україні, у Васильківській міській громаді Обухівського району Київській області. Населення становить 161 особу.